# Jean Chartier
Ne doit pas être confondu avec Alain Chartier.
Pour les articles homonymes, voir Chartier.

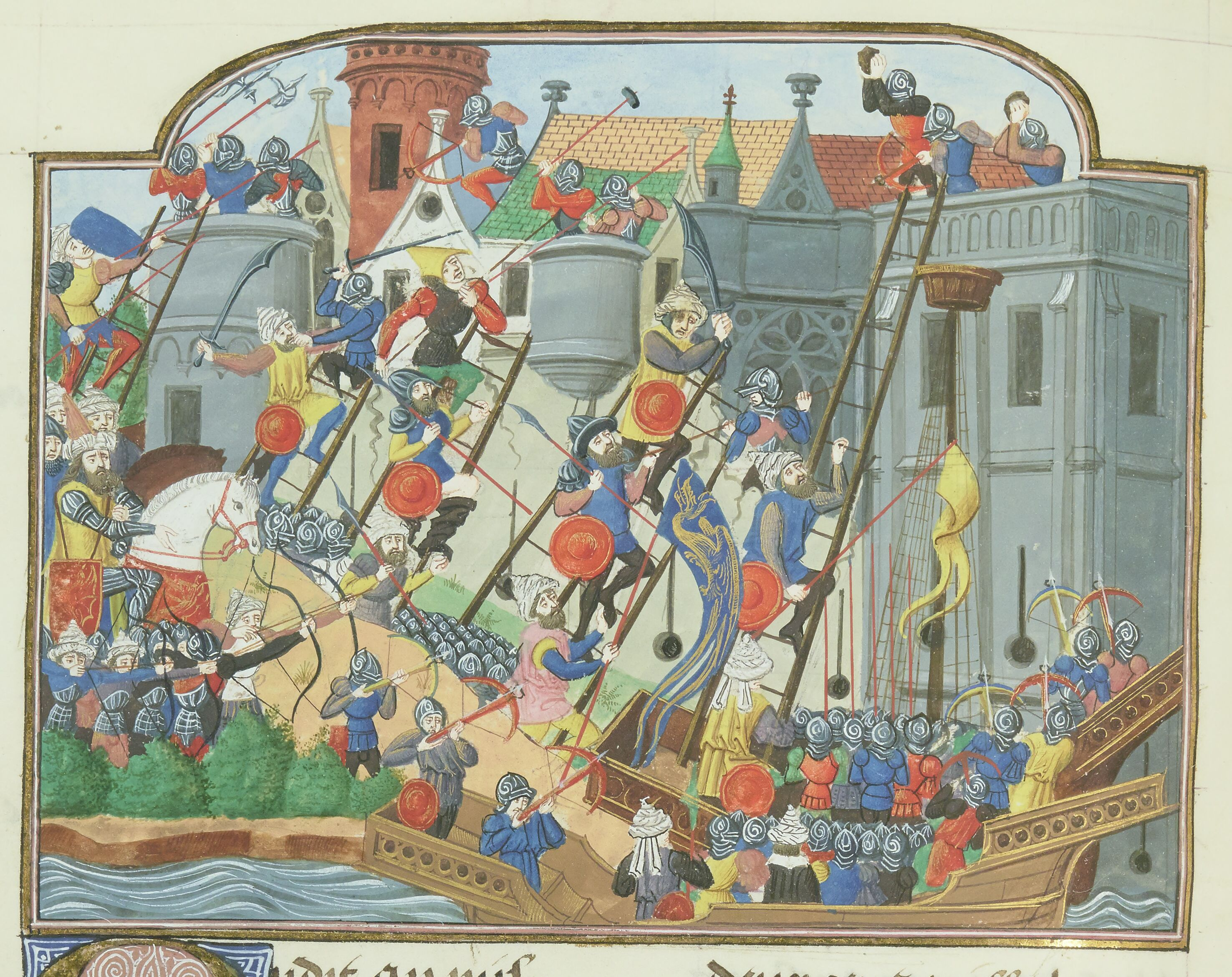
"Siège de Constantinople", Miniature extraite du Ms. Français 2691 de la Chronique Française de Jean Chartier, fol.254v°, BnF, 3e quart du XVe siècle, par Philippe de Mazerolles.

Jean Chartier, né à Bayeux vers 1385/90 et mort le 19 février 1464, fut un chroniqueur et historiographe français, moine de l'abbaye de Saint-Denis, et le chroniqueur officiel du roi Charles VII entre 1437 et 1461. Il est l'auteur de la Chronique du règne de Charles VII, roi de France.

## Repères biographiques

### Filiation débattue
Jean Chartier, serait né à Bayeux vers 1385/90.La filiation de Jean Chartier fut sujette à débat : ses premiers biographes modernes, François Boisard, Auguste Vallet de Viriville et Francis Pérot indiquent que Jean Chartier aurait été le frère de Guillaume Chartier, évêque de Paris, et d'Alain Chartier, célèbre poète du début du XVe siècle et secrétaire du roi. Ces historiens suivent  la généalogie établie par le chanoine d'Orléans et Jacques Doublet. Cet élément biographique reste très incertain et est réfuté par les travaux de Charles Samaran,, qui font valoir l'absence de preuve ou de mention d'un tel lien du vivant de Jean Chartier.

### Charges au sein de l'abbaye de Saint-Denis
Ainsi, les seuls renseignements sûrs concernant la vie de Jean Chartier sont les documents produits de son vivant au sein de l'abbaye de Saint-Denis et faisant mention de ses charges. La première apparition du nom de Jean Chartier se trouve dans les registres capitulaires de Saint-Denis en 1430 où il est désigné comme prévôt de la Garenne (dépendance de l'abbaye) et seigneur temporel d'Asnières, de Gennevilliers et de Villeneuve Saint-Denis, un office important. Une lettre de l'abbé Guillaume, datée du 15 septembre 1433, indique qu'il troque cette prévôté pour celle de Mareuil-en-Brie. Une mention de la main de Jean Chartier lui-même, en 1435, le désigne comme précepteur, ou commandeur, de l'abbaye, une charge très élevée. Il devient historiographe officiel du roi Charles VII le 18 novembre 1437,. En 1441, il fut commis par le roi, avec trois autres dignitaires, à l'administration du temporel de l'abbaye de Saint-Denis. Il est également nommé grand chantre de l'abbaye en 1445, quoiqu'il accède sans doute à cet office dès la mort de son prédécesseur, Hue Pain, le 1er novembre 1441. En août 1458, il était toujours chantre de Saint-Denis. Le Nécrologue de Saint-Denis (1760) date sa mort du 19 février 1464.

### Rôle d'historiographe
Jean Chartier indique lui-même, au 131e chapitre de sa Chronique latine, qu'il prit part à l'historiographie royale confiée à l'abbaye de Saint-Denis dans les quinze dernières années du règne de Charles VI, soit à partir de 1407 (donc comme assistant de Michel Pintoin). Le 18 novembre 1437, alors que Charles VII est entré dans Paris cinq jours plus tôt, Jean Chartier est nommé historiographe officiel du nouveau souverain. Le moine dyonisien prête serment devant Geoffroy Vassal, le général des finances, Pierre Alant, secrétaire du roi, et Gérard Machet, évêque de Castres et confesseur de Charles VII,. En 1450, il accompagne Charles VII dans une campagne militaire en Normandie et assiste au siège d'Harfleur, ce qu'il décrit dans le texte de la Chronique Française. Cependant, le reste de la chronique est écrit à partir de témoignages de seconde main.

## Œuvre

### LaChronique Latine
Jean Chartier participe à et achève la Chronique Latine du règne de Charles VI, dite Chronique du religieux de Saint-Denis, aujourd'hui attribuée pour l'essentiel à Michel Pintoin (du § 5 du livre XLI jusqu'à la fin du livre XLIII, soit de l'été 1420 au 21 octobre 1422). Dans le cadre de sa fonction officiel d'historiographe de Charles VII, Jean Chartier poursuit la Chronique Latine du règne de Charles VII (allant de 1422 à 1450) et y ajoute une Chronique Française du règne de Charles VII, en langue vernaculaire. La Chronique Latine se trouve dans le manuscrit Bibl. nat. nouv. acq. lat. 1796 conservé à la Bibliothèque nationale de France.

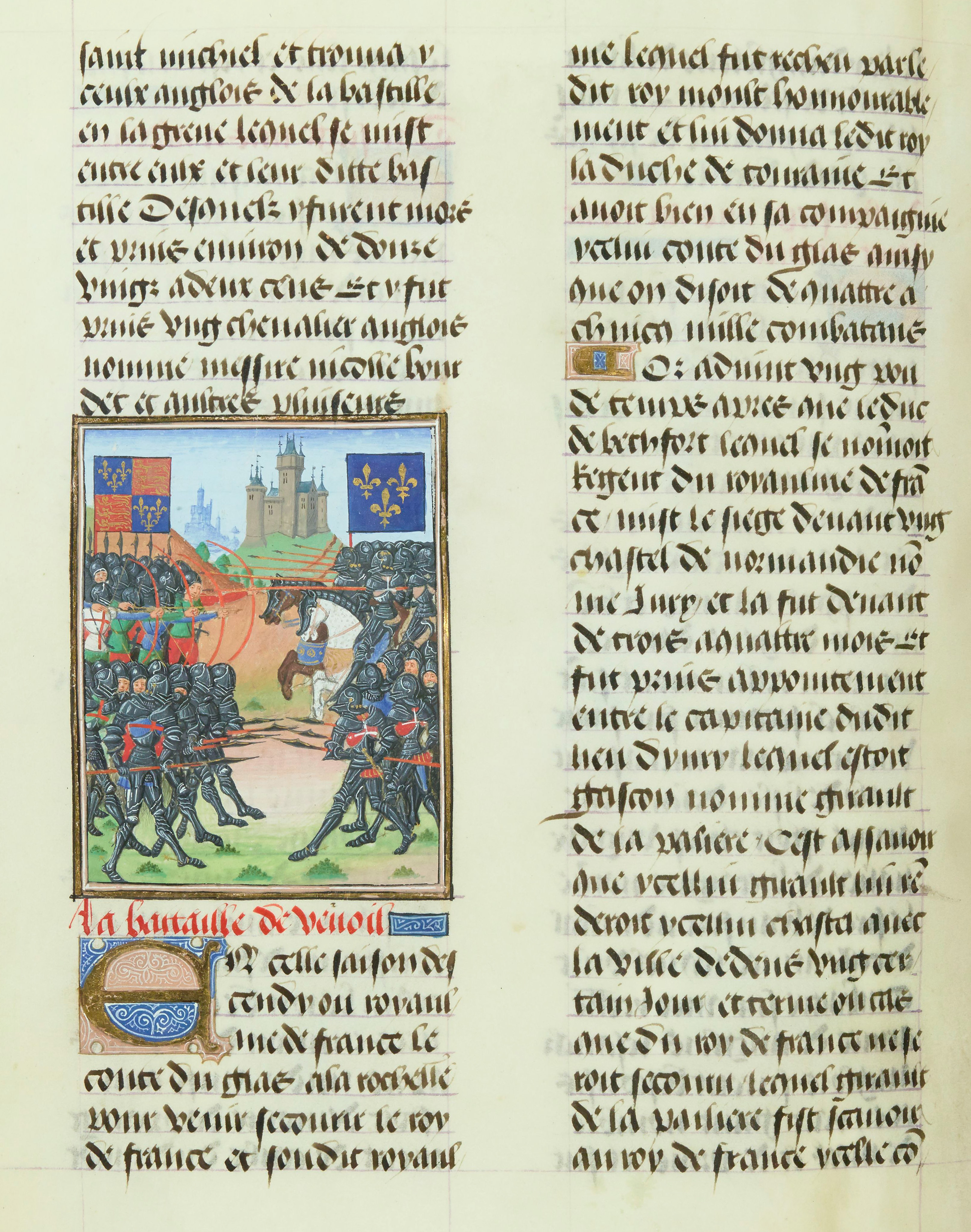
"La Bataille de Verneuil", Ms. Français 2691, fol.7v°, BnF, par Philippe de Mazerolles.

### LaChronique Française du règne de Charles VII
Le récit de Jean Chartier débute en 1422 avec la mort des rois Henri V d'Angleterre et Charles VI de France, qui marquent les conditions d'accès au titre royal pour Charles VII, et se poursuit, année par année, jusqu'à la mort du souverain en 1461,. Elle est préfacée d'un cours texte introductif, dans lequel Jean Chartier précise les conditions de sa fonction d'historiographe, et notamment sa rémunération : il est le premier chroniqueur officiel d'un roi de France à recevoir une compensation pour sa charge,. La Chronique Française fut copiée dans de nombreux manuscrits, parmi lesquels le Ms. Français 2691 de la BnF, commandé par Louis de Gruuthuse vers 1470 et illustré par Philippe de Mazerolles, mais aussi le Royal Ms 20 C IX de la British Library. À ces deux manuscrits s'ajoutent entre autres les Ms. Français 2596 de la BnF, 3730 de l'Arsenal, et 1151 de la Bibliothèque municipale de Rouen qui comportent tous au moins une enluminure. La Chronique Française est également ajoutée au texte des Grandes Chroniques de France dès ses premières éditions imprimées en 1477.

#### Sources imprimées
- Jean Chartier, Chronique de Charles VII, roi de France : nouvelle édition, revue sur les manuscrits, suivie de divers fragments inédits, publiée avec notes, notices et éclaircissements par Vallet de Viriville, t. I, Paris, Pierre Jannet, 1858 (i), LXIV-271 p. (lire en ligne).
- Jean Chartier, Chronique de Charles VII, roi de France : nouvelle édition, revue sur les manuscrits, suivie de divers fragments inédits, publiée avec notes, notices et éclaircissements par Vallet de Viriville, t. II, Paris, Pierre Jannet, 1858 (ii), IV-346 p. (lire en ligne).
- Jean Chartier, Chronique de Charles VII, roi de France : nouvelle édition, revue sur les manuscrits, suivie de divers fragments inédits, publiée avec notes, notices et éclaircissements par Vallet de Viriville, t. III, Paris, Pierre Jannet, 1858 (iii), VII-408 p. (lire en ligne).

#### Travaux historiques
- Jacques Doublet, Histoire de l'abbaye de S.-Denis, Paris, 1625.
- François Boisard, Notices biographiques, littéraires et critiques sur les hommes du Calvados, 1848, Imprimerie de Pagny, Caen, p.63.
- Auguste Vallet de Viriville, « Essais critiques sur les historiens originaux du règne de Charles VII — Deuxième essai : Jean Chartier », in Bibliothèque de l'école des chartes, 1857, volume 18, no 18, [lire en ligne], p. 481-499.
- Gaston du Fresne de Beaucourt, "Les Chartier, recherches sur Guillaume, Allain et Jean Chartier", 1869, Caen, Le Blanc Hardel, 1 vol. in 4°, 60 p. (tiré à part des Mémoires de la Société des Antiquaires de Normandie, tome 28.
- Francis Pérot, Recherches sur la filiation de Guillaume, Alain et Jean Chartier, 1900, imprimerie Lafolye, Vannes.
- Auguste Molinier, Des sources de l'histoire de France, des origines aux guerres d'Italie (1494), vol. IV, Éditions Alphonse Picard et fils, Paris, 1904, p.16.
- Charles Samaran, « La Chronique latine inédite de Jean Chartier (1422-1450) et les derniers livres du Religieux de Saint-Denis », in Bibliothèque de l'école des chartes, 1926, volume 87, no 87, [lire en ligne], p. 142-163.